# Coppa Italia di Serie A2 2024-2025 (pallavolo maschile)
La Coppa Italia di Serie A2 2024-2025, 28ª edizione dell'omonima manifestazione, si è svolta dal 5 aprile al 10 maggio 2025: al torneo hanno partecipato dodici squadre di club italiane e la vittoria finale è andata per la seconda volta consecutiva all'Atlantide Brescia.

## Formula
La formula ha previsto:
- Ottavi di finale, disputati al meglio di due vittorie su tre gare;
- Quarti di finale, semifinali e finale, in gara unica.

## Squadre partecipanti
Hanno partecipato al torneo le dodici squadre meglio classificate al termine della regular season di Serie A2. Le squadre classificate dall'ottavo al dodicesimo posto e le squadre perdenti i quarti di finale dei play-off promozione hanno acceduto agli ottavi di finale, mentre le quattro squadre semifinaliste hanno acceduto direttamente ai quarti di finale.
| Squadra              | Qualificazione                                       |
| -------------------- | ---------------------------------------------------- |
| Atlantide Brescia    | 2ª in Serie A2; semifinalista play-off promozione    |
| Cuneo                | 4ª in Serie A2; semifinalista play-off promozione    |
| Emma Villas          | 6ª in Serie A2; semifinalista play-off promozione    |
| Libertas Brianza     | 12ª in Serie A2                                      |
| Macerata             | 11ª in Serie A2                                      |
| Pineto               | 8ª in Serie A2; quarti di finale play-off promozione |
| Porto Robur Costa    | 3ª in Serie A2; quarti di finale play-off promozione |
| Porto Viro           | 10ª in Serie A2                                      |
| Prata                | 1ª in Serie A2; semifinalista play-off promozione    |
| Saturnia Acicastello | 7ª in Serie A2; quarti di finale play-off promozione |
| Virtus Aversa        | 5ª in Serie A2; quarti di finale play-off promozione |
| Virtus Fano          | 9ª in Serie A2                                       |

## Torneo

### Tabellone
|  | Ottavi di finale | Ottavi di finale     | Ottavi di finale | Ottavi di finale | Ottavi di finale |  |  | Quarti di finale | Quarti di finale     | Quarti di finale |               |   | Semifinali | Semifinali        | Semifinali |                   |   | Finale | Finale | Finale |  |
|  |                  |                      |                  |                  |                  |  |  |                  |                      |                  |               |   |            |                   |            |                   |   |        |        |        |  |
|  |                  |                      |                  |                  |                  |  |  | 1                | Prata                | 3                |               |   |            |                   |            |                   |   |        |        |        |  |
|  |                  |                      |                  |                  |                  |  |  | 6                | Emma Villas          | 0                |               |   |            |                   |            |                   |   |        |        |        |  |
|  |                  |                      |                  |                  |                  |  |  |                  |                      |                  |               |   | 1          | Prata             | 3          |                   |   |        |        |        |  |
|  | 5                | Virtus Aversa        | 3                | 3                |                  |  |  |                  |                      | 5                | Virtus Aversa | 2 |            |                   |            |                   |   |        |        |        |  |
|  | 10               | Porto Viro           | 1                | 0                |                  |  |  | 5                | Virtus Aversa        | 3                |               |   |            |                   |            |                   |   |        |        |        |  |
|  | 3                | Porto Robur Costa    | 2                | 0                |                  |  |  | 11               | Macerata             | 0                |               |   |            |                   |            |                   |   |        |        |        |  |
|  | 11               | Macerata             | 3                | 3                |                  |  |  |                  |                      |                  |               |   | 1          | Prata             | 2          |                   |   |        |        |        |  |
|  |                  |                      |                  |                  |                  |  |  |                  |                      |                  |               |   |            |                   | 2          | Atlantide Brescia | 3 |        |        |        |  |
|  |                  |                      |                  |                  |                  |  |  | 2                | Atlantide Brescia    | 3                |               |   |            |                   |            |                   |   |        |        |        |  |
|  | 7                | Saturnia Acicastello | 3                | 3                |                  |  |  | 7                | Saturnia Acicastello | 0                |               |   |            |                   |            |                   |   |        |        |        |  |
|  | 12               | Libertas Brianza     | 2                | 0                |                  |  |  |                  |                      |                  |               |   | 2          | Atlantide Brescia | 3          |                   |   |        |        |        |  |
|  |                  |                      |                  |                  |                  |  |  |                  |                      | 4                | Cuneo         | 1 |            |                   |            |                   |   |        |        |        |  |
|  |                  |                      |                  |                  |                  |  |  | 4                | Cuneo                | 3                |               |   |            |                   |            |                   |   |        |        |        |  |
|  | 8                | Pineto               | 1                | 1                |                  |  |  | 9                | Virtus Fano          | 1                |               |   |            |                   |            |                   |   |        |        |        |  |
|  | 9                | Virtus Fano          | 3                | 3                |                  |  |  |                  |                      |                  |               |   |            |                   |            |                   |   |        |        |        |  |

### Risultati

#### Ottavi di finale

##### Gara 1
| 6 aprile 2025 Pala Santa Maria, Pineto Durata: 2h:01 - Spettatori: 837 | Pineto               | 1 - 3 | Virtus Fano      | 21-25, 22-25, 25-19, 27-29        |
| 6 aprile 2025 PalaJacazzi, Aversa Durata: 1h:39 - Spettatori: 425      | Virtus Aversa        | 3 - 1 | Porto Viro       | 24-26, 25-11, 25-18, 25-22        |
| 5 aprile 2025 PalaCatania, Catania Durata: 1h:59 - Spettatori: ?       | Saturnia Acicastello | 3 - 2 | Libertas Brianza | 25-18, 25-23, 23-25, 19-25, 15-12 |
| 5 aprile 2025 PalaCosta, Ravenna Durata: 2h:08 - Spettatori: 556       | Porto Robur Costa    | 2 - 3 | Macerata         | 20-25, 21-25, 25-21, 25-22, 8-15  |

##### Gara 2
| 13 aprile 2025 PalaAllende, Fano Durata: 2h:08 - Spettatori: 460                      | Virtus Fano      | 3 - 1 | Pineto               | 25-23, 25-23, 22-25, 25-21 |
| 13 aprile 2025 Palazzetto dello Sport, Porto Viro Durata: 1h:07 - Spettatori: 1 107   | Porto Viro       | 0 - 3 | Virtus Aversa        | 11-25, 18-25, 17-25        |
| 12 aprile 2025 Pala Francescucci, Casnate con Bernate Durata: 1h:21 - Spettatori: 298 | Libertas Brianza | 0 - 3 | Saturnia Acicastello | 24-26, 23-25, 21-25        |
| 12 aprile 2025 Palasport Fontescodella, Macerata Durata: 1h:18 - Spettatori: 342      | Macerata         | 3 - 0 | Porto Robur Costa    | 25-23, 25-14, 25-20        |

#### Quarti di finale
| 1º maggio 2025 Pala Prata, Prata di Pordenone Durata: 1h:11 - Spettatori: ? | Prata             | 3 - 0 | Emma Villas          | 25-20, 25-18, 25-18        |
| 1º maggio 2025 PalaJacazzi, Aversa Durata: 1h:17 - Spettatori: ?            | Virtus Aversa     | 3 - 0 | Macerata             | 25-22, 25-19, 25-22        |
| 1º maggio 2025 PalaSanFilippo, Brescia Durata: 1h:13 - Spettatori: ?        | Atlantide Brescia | 3 - 0 | Saturnia Acicastello | 25-12, 25-21, 25-23        |
| 1º maggio 2025 PalaCastagnaretta, Cuneo Durata: 1h:42 - Spettatori: 1 468   | Cuneo             | 3 - 1 | Virtus Fano          | 25-18, 25-20, 20-25, 25-22 |

#### Semifinali
| 4 maggio 2025 Pala Prata, Prata di Pordenone Durata: 1h:58 - Spettatori: ? | Prata             | 3 - 2 | Virtus Aversa | 14-25, 25-17, 25-19, 23-25, 15-13 |
| 4 maggio 2025 PalaSanFilippo, Brescia Durata: 1h:52 - Spettatori: ?        | Atlantide Brescia | 3 - 1 | Cuneo         | 25-19, 25-19, 22-25, 25-23        |

#### Finale
| 10 maggio 2025 Pala Prata, Prata di Pordenone Durata: 2h:07 - Spettatori: 1 004 | Prata | 2 - 3 | Atlantide Brescia | 19-25, 25-19, 19-25, 25-23, 11-15 |